# Ussa
Ussa era una ciutat hitita situada a l'est de Pitassa, al centre d'Anatòlia. Segons les inscripcions, estava just al nord de la frontera amb el regne de Tarhuntasa. Probablement es trobava al sud de l'actual Konya.